# 1882年
1882年（1882 ねん）は、西暦（グレゴリオ暦）による、日曜日から始まる平年。明治15年。

## 他の紀年法
- 干支：壬午
- 日本（月日は一致）
  - 明治15年
  - 皇紀2542年
- 清：光緒7年11月12日 - 光緒8年11月22日
- 朝鮮
  - 李氏朝鮮・高宗19年
  - 檀紀4215年
- 阮朝（ベトナム）
  - 嗣徳34年11月12日 - 嗣徳35年11月22日
- 仏滅紀元：2424年 - 2425年
- イスラム暦：1299年2月10日 - 1300年2月20日
- ユダヤ暦：5642年4月10日 - 5643年4月21日
- 修正ユリウス日(MJD)：8446 - 8810
- リリウス日(LD)：109287 - 109651

※檀紀は、大韓民国で1948年に法的根拠を与えられたが、1962年からは公式な場では使用されていない。

## カレンダー
| 1月 |    |    |    |    |    |    |
| 日  | 月 | 火 | 水 | 木 | 金 | 土 |
| 1   | 2  | 3  | 4  | 5  | 6  | 7  |
| 8   | 9  | 10 | 11 | 12 | 13 | 14 |
| 15  | 16 | 17 | 18 | 19 | 20 | 21 |
| 22  | 23 | 24 | 25 | 26 | 27 | 28 |
| 29  | 30 | 31 |    |    |    |    |
|     |    |    |    |    |    |    |

| 2月 |    |    |    |    |    |    |
| 日  | 月 | 火 | 水 | 木 | 金 | 土 |
|     |    |    | 1  | 2  | 3  | 4  |
| 5   | 6  | 7  | 8  | 9  | 10 | 11 |
| 12  | 13 | 14 | 15 | 16 | 17 | 18 |
| 19  | 20 | 21 | 22 | 23 | 24 | 25 |
| 26  | 27 | 28 |    |    |    |    |
|     |    |    |    |    |    |    |

| 3月 |    |    |    |    |    |    |
| 日  | 月 | 火 | 水 | 木 | 金 | 土 |
|     |    |    | 1  | 2  | 3  | 4  |
| 5   | 6  | 7  | 8  | 9  | 10 | 11 |
| 12  | 13 | 14 | 15 | 16 | 17 | 18 |
| 19  | 20 | 21 | 22 | 23 | 24 | 25 |
| 26  | 27 | 28 | 29 | 30 | 31 |    |
|     |    |    |    |    |    |    |

| 4月 |    |    |    |    |    |    |
| 日  | 月 | 火 | 水 | 木 | 金 | 土 |
|     |    |    |    |    |    | 1  |
| 2   | 3  | 4  | 5  | 6  | 7  | 8  |
| 9   | 10 | 11 | 12 | 13 | 14 | 15 |
| 16  | 17 | 18 | 19 | 20 | 21 | 22 |
| 23  | 24 | 25 | 26 | 27 | 28 | 29 |
| 30  |    |    |    |    |    |    |
|     |    |    |    |    |    |    |

| 5月 |    |    |    |    |    |    |
| 日  | 月 | 火 | 水 | 木 | 金 | 土 |
|     | 1  | 2  | 3  | 4  | 5  | 6  |
| 7   | 8  | 9  | 10 | 11 | 12 | 13 |
| 14  | 15 | 16 | 17 | 18 | 19 | 20 |
| 21  | 22 | 23 | 24 | 25 | 26 | 27 |
| 28  | 29 | 30 | 31 |    |    |    |
|     |    |    |    |    |    |    |

| 6月 |    |    |    |    |    |    |
| 日  | 月 | 火 | 水 | 木 | 金 | 土 |
|     |    |    |    | 1  | 2  | 3  |
| 4   | 5  | 6  | 7  | 8  | 9  | 10 |
| 11  | 12 | 13 | 14 | 15 | 16 | 17 |
| 18  | 19 | 20 | 21 | 22 | 23 | 24 |
| 25  | 26 | 27 | 28 | 29 | 30 |    |
|     |    |    |    |    |    |    |

| 7月 |    |    |    |    |    |    |
| 日  | 月 | 火 | 水 | 木 | 金 | 土 |
|     |    |    |    |    |    | 1  |
| 2   | 3  | 4  | 5  | 6  | 7  | 8  |
| 9   | 10 | 11 | 12 | 13 | 14 | 15 |
| 16  | 17 | 18 | 19 | 20 | 21 | 22 |
| 23  | 24 | 25 | 26 | 27 | 28 | 29 |
| 30  | 31 |    |    |    |    |    |
|     |    |    |    |    |    |    |

| 8月 |    |    |    |    |    |    |
| 日  | 月 | 火 | 水 | 木 | 金 | 土 |
|     |    | 1  | 2  | 3  | 4  | 5  |
| 6   | 7  | 8  | 9  | 10 | 11 | 12 |
| 13  | 14 | 15 | 16 | 17 | 18 | 19 |
| 20  | 21 | 22 | 23 | 24 | 25 | 26 |
| 27  | 28 | 29 | 30 | 31 |    |    |
|     |    |    |    |    |    |    |

| 9月 |    |    |    |    |    |    |
| 日  | 月 | 火 | 水 | 木 | 金 | 土 |
|     |    |    |    |    | 1  | 2  |
| 3   | 4  | 5  | 6  | 7  | 8  | 9  |
| 10  | 11 | 12 | 13 | 14 | 15 | 16 |
| 17  | 18 | 19 | 20 | 21 | 22 | 23 |
| 24  | 25 | 26 | 27 | 28 | 29 | 30 |
|     |    |    |    |    |    |    |

| 10月 |    |    |    |    |    |    |
| 日   | 月 | 火 | 水 | 木 | 金 | 土 |
| 1    | 2  | 3  | 4  | 5  | 6  | 7  |
| 8    | 9  | 10 | 11 | 12 | 13 | 14 |
| 15   | 16 | 17 | 18 | 19 | 20 | 21 |
| 22   | 23 | 24 | 25 | 26 | 27 | 28 |
| 29   | 30 | 31 |    |    |    |    |
|      |    |    |    |    |    |    |

| 11月 |    |    |    |    |    |    |
| 日   | 月 | 火 | 水 | 木 | 金 | 土 |
|      |    |    | 1  | 2  | 3  | 4  |
| 5    | 6  | 7  | 8  | 9  | 10 | 11 |
| 12   | 13 | 14 | 15 | 16 | 17 | 18 |
| 19   | 20 | 21 | 22 | 23 | 24 | 25 |
| 26   | 27 | 28 | 29 | 30 |    |    |
|      |    |    |    |    |    |    |

| 12月 |    |    |    |    |    |    |
| 日   | 月 | 火 | 水 | 木 | 金 | 土 |
|      |    |    |    |    | 1  | 2  |
| 3    | 4  | 5  | 6  | 7  | 8  | 9  |
| 10   | 11 | 12 | 13 | 14 | 15 | 16 |
| 17   | 18 | 19 | 20 | 21 | 22 | 23 |
| 24   | 25 | 26 | 27 | 28 | 29 | 30 |
| 31   |    |    |    |    |    |    |
|      |    |    |    |    |    |    |

## できごと

### 1月
- 1月4日 - 軍人勅諭発布[要出典]
- 1月26日 - 仏ガンベタ内閣総辞職[要出典]

### 2月
- 2月10日 - リムスキー＝コルサコフ歌劇「雪娘」初演(サンクトペテルブルク)
- 2月25日 - 偕行社附属遊就館開館

### 3月
- 3月1日 - 時事新報創刊(福澤諭吉)
- 3月3日 - 伊藤博文ヨーロッパ視察へ
- 3月6日 - セルビア王国成立
- 3月19日 - サグラダ・ファミリア建設開始（2026年完成予定）
- 3月20日 - 上野動物園開園　日本初の動物園
- 3月23日 - 米国で重婚を犯罪とする法律(Edmunds Act)が成立
- 3月24日 - ロベルト・コッホが結核菌を発見
- 3月31日 - 朝鮮国元山港居留地の日本人5人が朝鮮人暴徒に襲撃されて荷物を奪われ、1人が殺され2人が重傷を負う。

### 4月
- 4月6日 - 板垣退助自由党党首が遊説中に暴漢に襲われる(岐阜事件)
- 4月6日 - 立憲改進党結党式(大隈重信・河野敏鎌ら)
- 4月19日 - チャールズ・ダーウィンが死去
- 4月25日 - アンリ・リヴィエール（英語版）率いるフランス軍がハノイを占拠
- 4月30日 - 神宮皇學館(後の皇學館大学)創立

### 5月
- 5月5日 - 嘉納治五郎により講道館設立
- 5月6日 - 米国で排華移民法(Chinese Exclusion Act)成立
- 5月20日
  - 三国同盟締結
  - ヘンリック・イプセン 戯曲「幽霊」初演(シカゴ)
  - ゴッタルド鉄道トンネル開通
- 5月22日 - 米朝修好通商条約締結
- 5月27日 - 文部省が医学校通則を公布

### 6月
- 6月3日 - 集会条例改正(政党活動の制限強化)
- 6月5日 - 嘉納治五郎が東京下谷稲荷の永昌寺に柔道場（後の講道館）を開く。
- 6月6日
  - ボンベイがサイクロン(Great Bombay Cyclone)に襲われ十万名が死亡
  - 米国で抵抗式電気アイロンが特許化(Henry W. Seely)
- 6月11日 - 英埃戦争: アレクサンドリアで暴動発生，ヨーロッパ人が五十名殺害される
- 6月25日 - 東京馬車鉄道開業(新橋 - 日本橋)
- 6月27日 - 日本銀行条例制定
- 6月30日 - 米大統領ジェームズ・ガーフィールドを暗殺したチャールズ・J・ギトーが絞首刑に処せられる。

### 7月
- 7月11日 - 英埃戦争: アレクサンドリア砲撃
- 7月18日 - 文部省が薬学校通則を公布
- 7月23日 - 壬午事変: 朝鮮の漢城で兵士の暴動により，日本公使館員らが多数殺傷さる
- 7月26日 - ワーグナー歌劇「パルジファル」初演(バイロイト祝祭劇場)

### 8月
- 8月5日 - 戒厳令制定
- 8月12日 - 徴発令制定
- 8月16日 - 英埃戦争: 英軍がアレクサンドリアに上陸
- 8月20日 - チャイコフスキー序曲「1812年」初演（救世主ハリストス大聖堂）
- 8月23日 - 皇典講究所（後の國學院大學、日本大学）設立
- 8月30日 - 壬午事変: 済物浦条約締結

### 9月
- 9月13日 - 英埃戦争: 英国がエジプトを占領
- 9月17日 - 1882年の大彗星が太陽表面から46万kmのところを通過し、太陽のすぐ脇でも明るく見える大彗星となった。
- 9月8日-トーマス・アルヴァ・エジソンが大型発電機を作る

### 10月
- 10月1日 - 中朝商民水陸貿易章程が清と李氏朝鮮との間で締結される
- 10月2日 - 東京馬車鉄道: 日本橋 - 上野 - 浅草 - 日本橋の環状線開通
- 10月10日 - 日本銀行開業
- 10月15日 - 曹洞宗大学林専門本校(後の駒澤大学)開校
- 10月21日 - 東京専門学校(後の早稲田大学)創立

### 11月
- 11月5日 - スメタナ交響詩「わが祖国」初演
- 11月13日 - 陸軍大学校条例制定

### 12月
- 12月1日 - 自由民権運動: 福島事件
- 12月4日
  - 英国で王立裁判所落成
  - 鍛冶橋の警視庁庁舎が新築
- 12月6日 - 地球上からの金星の太陽面通過が起こった[1]。
- 12月16日 - 郵便条例制定
- 12月22日 - 電飾クリスマスツリーが初めて登場(Edward Hibberd Johnson)

## 誕生
- 1月2日 - 石山賢吉、実業家・ジャーナリスト・ダイヤモンド社創業者（+ 1964年）
- 1月4日 - 梅津美治郎、陸軍軍人（+ 1949年）
- 1月18日 - A・A・ミルン、小説家（+ 1956年）
- 1月24日 - ハロルド・バブコック、天文学者（+ 1968年）
- 1月25日 - ヴァージニア・ウルフ、小説家（+ 1941年）
- 1月28日 - 柴田雄次、化学者（+ 1980年）
- 1月30日 - フランクリン・デラノ・ルーズベルト、第32代アメリカ合衆国大統領（+1945年）
- 2月2日 - ジェイムズ・ジョイス、小説家（+ 1941年）
- 2月6日 - ウォルター・ヤコブソン、フィギュアスケート選手（+ 1957年）
- 2月13日 - イグナーツ・フリードマン、ピアニスト・作曲家（+ 1948年）
- 2月15日 - ジョン・バリモア、俳優（+ 1942年）
- 2月17日 - 前田米蔵、政治家（+ 1954年）
- 2月20日 - エリー・ナーデルマン、彫刻家（+ 1946年）
- 2月22日 - エリック・ギル（英語版）、彫刻家・タイポグラファー・版画家（+ 1940年）
- 3月2日 - 坂本繁二郎、洋画家（+ 1969年）
- 3月8日 - 嶋田青峰、俳人（+ 1944年）
- 3月9日 - 素木得一、昆虫学者（+ 1970年）
- 3月30日 - 久野寧、生理学者（+ 1977年）
- 4月4日 - エミール・フィラ、画家・彫刻家（+ 1953年）
- 4月7日 - 小川未明、小説家（+ 1961年）
- 4月17日 - アルトゥル・シュナーベル、ピアニスト（+ 1951年）
- 4月18日 - 五島慶太、実業家・東京急行電鉄創始者（+ 1959年）
- 4月18日 - レオポルド・ストコフスキー、指揮者（+ 1977年）
- 4月21日 - 生田長江、評論家・翻訳家（+ 1936年）
- 4月29日 - オーギュスト・エルバン、画家（+ 1960年）
- 5月4日 - 堀切善兵衛、政治家・第26代衆議院議長（+ 1946年）
- 5月5日 - 金田一京助、言語学者（+ 1971年）
- 5月5日 - ダグラス・モーソン、探検家・地質学者（+ 1958年）
- 5月13日 - ジョルジュ・ブラック、画家（+ 1963年）
- 5月14日 - 斎藤茂吉、歌人・精神科医（+ 1953年）
- 5月15日 - 羽田亨、東洋史学者（+ 1955年）
- 5月29日 - 野口雨情、詩人・作詞家（+ 1945年）
- 6月1日 - 宇井伯寿、曹洞宗の僧侶・仏教学者（+ 1963年）
- 6月10日 - 長谷部言人、人類学者（+ 1969年）
- 6月17日（ユリウス暦6月5日）- イーゴリ・ストラヴィンスキー、作曲家（+ 1971年）
- 6月18日 - リカルト・ヨハンソン、フィギュアスケート選手（+ 1952年）
- 6月18日 - ゲオルギ・ディミトロフ、ブルガリアの指導者（+ 1949年）
- 6月27日 - エドゥアルト・シュプランガー、教育学者・哲学者・心理学者（+ 1963年）
- 6月28日 - 滝田樗陰、編集者（+ 1925年）
- 7月13日 - 青木繁、洋画家（+ 1911年）
- 7月21日 - ダヴィド・ブルリューク、画家（+ 1967年）
- 7月22日 - エドワード・ホッパー、画家（+ 1967年）
- 8月1日 - 石原謙、キリスト教史学者（+ 1976年）
- 8月2日 - アルベルト・ブロッホ、画家・翻訳家（+ 1961年）
- 9月17日 - フランク・シュルト、メジャーリーガー（+ 1949年）
- 9月23日 - 博恭王妃経子、皇族、伏見宮博恭王妃（+ 1939年）
- 9月27日 - エリー・ナイ、ピアニスト（+ 1968年）
- 9月29日 - 鈴木三重吉、児童文学作家（+ 1936年）
- 9月30日 - ハンス・ガイガー、ドイツの物理学者（+ 1945年）
- 10月1日 - 内藤伸、彫刻家（+ 1967年）
- 10月5日 - ロバート・ゴダード、ロケット工学者（+ 1945年）
- 10月14日 - 原志免太郎、医者（+ 1991年）
- 10月15日 - 野村胡堂、小説家・音楽評論家（+ 1963年）
- 10月19日 - ウンベルト・ボッチョーニ、画家・彫刻家（+ 1916年）
- 10月29日 - ジャン・ジロドゥ、外交官・劇作家・小説家（+ 1944年）
- 11月18日 - パーシー・ウインダム・ルイス、画家（+ 1957年）
- 11月26日 - 有島生馬、洋画家（+ 1974年）
- 11月29日 - 藤井浩佑、彫刻家（+ 1958年）
- 12月1日 - エド・ロイルバック、メジャーリーガー（+ 1961年）
- 12月3日 - 種田山頭火、俳人（+ 1940年）
- 12月4日 - 宮原清、実業家、日本社会人野球協会初代会長（+ 1963年）
- 12月10日 - 東郷茂徳、外交官（+ 1950年）
- 12月16日 - ウォルサー・マイスナー、物理学者（+ 1974年）
- 12月19日 - ブロニスラフ・フーベルマン、ヴァイオリニスト（+ 1947年）
- 12月23日 - 江崎利一、実業家 、江崎グリコの創業者（+ 1980年）
- 12月24日 - 橋本進吉、言語学者・国語学者（+ 1945年）

## 死去
- 1月11日 - テオドール・シュワン、生物学者（* 1810年）
- 2月1日 - アントワーヌ・ビュシー、化学者（* 1794年）
- 2月11日 - フランチェスコ・アイエツ、画家（* 1791年）
- 2月19日 - 岩井半四郎 (8代目)、歌舞伎役者（* 1829年）
- 3月3日 - ホーレス・メイナード、第31代アメリカ合衆国郵政長官（* 1814年）
- 3月15日 - トーマス・ヒル・グリーン、哲学者（* 1836年）
- 3月24日 - カーリー・ビル、西部開拓時代のガンマン（* 1845年）
- 3月24日 - ヘンリー・ワズワース・ロングフェロー[2]、詩人（* 1807年）
- 4月3日 - ジェシー・ジェイムズ、西部開拓時代のガンマン・アウトロー（* 1847年）
- 4月4日 - 朝日嶽鶴之助、大相撲の力士（* 1840年）
- 4月10日 - ダンテ・ゲイブリエル・ロセッティ、画家・詩人（* 1828年）
- 4月10日 - ウィリアム・ハルバート、ナショナルリーグ第2代会長（* 1832年）
- 4月17日 - アントニオ・フォンタネージ、アントニオ・フォンタネージ（* 1818年）
- 4月18日 - ヴィルヘルム・ファトケ、神学者（* 1806年）
- 4月19日 - チャールズ・ダーウィン、科学者、生物学者（* 1809年）
- 4月20日 - トゥイスコン・ツィラー、文献学者・教育学者（* 1817年）
- 4月25日 - カール・フリードリッヒ・ツェルナー、天文学者・物理学者（* 1834年）
- 4月27日 - ラルフ・ワルド・エマーソン、哲学者・作家（* 1803年）
- 5月6日 - フレデリック・キャヴェンディッシュ、アイルランド担当大臣（* 1836年）
- 6月2日 - ジュゼッペ・ガリバルディ、イタリア王国のリソルジメント指導者（* 1807年）
- 7月6日 - 松田道之、東京府知事（* 1839年）
- 7月16日 - メアリー・トッド・リンカーン、第16代米大統領リンカーンの妻（* 1818年）
- 7月23日 - 佐藤尚中、医師・蘭学者（* 1828年）
- 8月13日 - ウィリアム・スタンレー・ジェヴォンズ、経済学者（* 1835年）
- 9月23日 - フリードリヒ・ヴェーラー、化学者（* 1800年）
- 10月5日 - 鷲津毅堂、儒学者（* 1825年）
- 10月8日 - 橋本実麗、江戸時代の公卿（* 1809年）
- 10月13日 - アルテュール・ド・ゴビノー、思想家（* 1816年）
- 12月1日 - 松平定安、第10代松江藩主（* 1835年）
- 12月3日 - ジェームズ・チャリス、天文学者（* 1803年）
- 12月9日 - 佐田介石、浄土真宗本願寺派の僧（* 1818年）
- 12月16日 - ルイ・ブラン、フランス第二共和政の政治家（* 1811年）
- 12月16日 - オールドバルディー、南北戦争期の軍馬（* 1852年）
- 12月24日 - ヨハン・リスティング、数学者（* 1808年）
- 12月31日 - 清水谷公考、江戸時代の公卿・箱館府知事・開拓次官（* 1845年）